# 谷村好一
谷村 好一（たにむら こういち、1954年12月8日 - ）は、鹿児島県奄美大島出身の俳優。

## 人物
身長175cm。
ミスタースリムカンパニー出身者。通称は「NECO（ねこ）」。
音楽バンド「ズロースブラザーズ」のボーカル。
所属は株式会社エム・アール。
中野にてBAR「東京JOE」を経営している。
若い頃に初対面の小沢仁志と殴り合いの喧嘩をしたり、若山富三郎が主演していた連続テレビドラマに起用された際、大喜びする後輩たちをよそに若山の取り巻き勢と喧嘩になったため、翌日に降板させられたことがある。

## 出演

### テレビドラマ
NHK
- 虹色定期便（2001年） - 吉村雄樹の父 役

日本テレビ
- 太陽にほえろ!
  - 第551話「すご腕ボギー」（1983年） - オサム 役
  - 第578話「一係皆殺し!」（1983年） - サブ 役
  - 第623話「マイコン刑事登場!」（1984年） - 佐川昇 役
  - 第701話「ヒロイン」（1986年） - 佐々木四郎 役
- 木曜ゴールデンドラマ / 「体の中を風が吹く」（1984年）
- あぶない刑事 第41話「仰天」（1987年） - 大野 役
- あきれた刑事 第1話（1987年） - 永海 役
- 金田一少年の事件簿（1996年） - 伊丹吾郎 役
- 火曜サスペンス劇場 / 女検事・霞夕子 第24作（2004年） - 野本刑事 役

TBS
- ふぞろいの林檎たち（1983年） - 佐竹順治の仲間 役
  - ふぞろいの林檎たち（1985年） - 同上
- うちの子にかぎって…（1985年） - 海老沢純 役
- 時間ですよ たびたび（1988年） - チンピラ 役
- ジューン・ブライド（1995年）- 村井宣政 役
- 勇気をだして（1998年） - 小田切直人 役
- 月曜ミステリー劇場
  - 陰の季節 第2作（2001年） - 益川剛 役
  - 浅見光彦シリーズ 第16作（2001年） - 中田警部 役
  - 探偵 左文字進 第8作（2003年） - 山崎院長 役
  - 女タクシードライバーの事件日誌 第2作「作られた目撃者」（2004年）
- 月曜ゴールデン
  - 万引きGメン・二階堂雪 第12作（2006年） - 永田刑事 役
  - 自治会長・糸井緋芽子社宅の事件簿 第8作（2007年） - 磯村社長 役
  - 弁護士高見沢響子 第10作（2009年） - 山下刑事 役
- 水戸黄門第42部 第5話「暴かれたヒスイの謎 -糸魚川-」（2010年11月8日、TBS / C.A.L） - 熊五郎 役

フジテレビ
- 金曜エンタテイメント 「噂の女人情詐欺師 早苗とたまき・涙の事件簿2」（1998年） - 前野敏夫 役
- 踊る大捜査線（1997年） - 篠木係長 役
- 愛讐のロメラ（2008年） - 佐竹和久 役
- 白い春（2009年） - 山倉組長 役

テレビ朝日
- 私鉄沿線97分署（1985年）
- 名探偵保健室のオバさん（1997年） - 荒木康夫 役
- はみだし刑事情熱系
  - 第3シリーズ（1998年） - 川村刑事 役
  - 第7シリーズ（2003年） - 篠原直樹 役
- はぐれ刑事純情派
  - 第12シリーズ（1999年） - 進藤益男 役
  - 第15シリーズ（2002年） - 寺崎裕一 役
- 殺人銀行 強盗たちはなぜ殺されたのか？（2001年8月25日） - 刑事 役
- 相棒（2002年） - 上田巡査部長 役
- 土曜ワイド劇場
  - 事件 第3作（1995年） - 横尾隆造 役
  - 同居人カップルの殺人推理旅行 第5作（1998年） - 松田警部 役
  - 隠蔽捜査 第2作（2008年） - 久米政男 役

テレビ東京
- 女無宿人 半身のお紺（1991年） - 疾風の銀次 役
- 水曜ミステリー9 / ドクターハート 薮田公介の事件カルテ 第1作（2014年） - 沢村義人 役

朝日放送
- ザ・ハングマン4 第7話「大学マフィアが女子大生をポルノさせる!」（1984年） - 原口博（執行部委員） 役

### 映画
- 時計 Adieu l'Hiver（1986年） - 三木勝美 役
- その男、凶暴につき（1989年） - 三宅刑事 役
- ふうせん（1990年） - 戸波 役
- 修羅の伝説（1992年）
- みんな〜やってるか!（1995年） - ヤクを買うヤクザ 役
- さらば あぶない刑事（2016年）
- キリマンジャロは遠く（2016年）

### Vシネマ
- 制覇1-14（2015年7月 - 2017年10月） - 芹澤耕三
  - 制覇1・2（2015年） - 三代目難波組新見組若頭補佐 芹澤組組長
  - 制覇3-5（2015年 - 2017年） - 四代目難波組新道会顧問
  - 制覇6-11（2017年） - 五代目難波組新道会顧問
  - 制覇12-14（2017年） - 六代目難波組直参芹澤組 芹澤組組長
- 日本統一12,13,14（2015年） - 則坂組組長 則坂宣光（元 五代目菖蒲川一家若頭補佐）
- 若頭暗殺（2015年）
- 日本やくざ抗争史 殺しの軍団 第一章 第二章（2015年）
- 修羅の分裂（2015年） - 西山会二代目信州一家総長 中田辰彦
- 九州極道戦争1,2（2016年） - 九州齋藤組若頭 佐山組組長 佐山剛生
- 東京やくざ抗争（2016年） - 西山会木崎組組長
- 裏社会の男たち 最終章（2016年）
- 極道天下布武 第一幕 第二幕 第三幕 第五幕（2017年 - 2018年） - 駿河 今西組幹部 岡庭元信
- 首都抗争3（2017年）
- 疵と掟5（2019年） - 吉蝶会会長 花村薫
- GOKU・OH 極王（2019年 - 2020年） - 三代目阪田組若頭補佐 二代目南友会会長 塩見彰

### 舞台
- きんみずひき（2007年）
- 霊安室（2007年）
- EXIT 〜避難所あります〜（2008年）
- アパートメント　入居者募集中！（2009年）
- 緑果テシナク（2009年）
- WANTED（2010年）
- BALANCE（2011年）